# گیل اینترنشنال
گیل اینترنشنال (انگلیسی: GeIL) شرکت فناوری اطلاعات تایوانی است، که در سال ۱۹۹۳ تأسیس شد.